# Hit Me Hard and Soft
A Hit Me Hard and Soft (stilizálva: HIT ME HARD AND SOFT) Billie Eilish amerikai énekesnő harmadik stúdióalbuma, ami 2024. május 17-én jelent meg. Eilish első albuma 2021 óta, mikor kiadta a kereskedelmileg sikeres és kritikusok által is méltatott Happier Than Evert. Az albumon tíz dal szerepel, amit Eilish és testvére, Finneas O’Connell szereztek. Az utóbbi, Eilish korábbi munkáihoz hasonlóan, a lemez producere is.
Az albumról nem jelentek meg kislemezek kiadása előtt, vele egy napon adták ki a Lunch-ot.

## Háttér
Eilish testvérével, Finneas O’Connellel szerezte és vette fel második stúdióalbumát, a Happier Than Evert, Los Angelesben, Finneas otthoni stúdiójában. A felvételeket hetente folytatták le, 2020 áprilisa és 2021 februárja között. A Happier Than Ever 2021. július 30-án jelent meg, és zenekritikusok elismerése mellett kereskedelmileg is sikeres lett, a Billboard Hot 100 első helyén debütálva. A lemezt két kategóriában is jelölték a 64. Grammy-gálán. 2022 júliusában Eilish kiadta Guitar Songs című középlemezét, amin két dal szerepelt és az egyik hivatkozik a Roe v. Wade abortuszjogi bírósági döntés visszavonására az Egyesült Államokban. A következő évben kiadta What Was I Made For? című dalát, a 2023-as Barbie film filmzenéje részeként. A dalért elnyerte az Oscar-díjat a Legjobb eredeti dal kategóriában és az Év dala, illetve a Legjobb vizuális média számára írt dal díjakat a 66. Grammy-gálán.
2022 decemberében Eilish elkezdett dolgozni harmadik albumán O’Connellel. Egy interjúban Zane Lowe-vel, Eilish megosztotta, hogy 2023 elején szeretné elkezdeni következő albuma írását. 2023 decemberében jelentette be Eilish, hogy harmadik stúdióalbuma majdnem elkészült. Három hónappal később megerősítette, hogy a lemez a maszterelés fázisában volt.

## Számlista
Az összes dal szerzője Billie Eilish O’Connell és Finneas O’Connell. 
| Hit Me Hard and Soft | Hit Me Hard and Soft | Hit Me Hard and Soft | Hit Me Hard and Soft | Hit Me Hard and Soft | Hit Me Hard and Soft | Hit Me Hard and Soft | Hit Me Hard and Soft | Hit Me Hard and Soft | Hit Me Hard and Soft |
|                      | Cím                  | Hossz                |                      |                      |                      |                      |                      |                      |                      |
| -------------------- | -------------------- | -------------------- | -------------------- | -------------------- | -------------------- | -------------------- | -------------------- | -------------------- | -------------------- |
| 1.                   | SKINNY               | 3:39                 |                      |                      |                      |                      |                      |                      |                      |
| 2.                   | LUNCH                | 2:59                 |                      |                      |                      |                      |                      |                      |                      |
| 3.                   | CHIHIRO              | 5:03                 |                      |                      |                      |                      |                      |                      |                      |
| 4.                   | BIRDS OF A FEATHER   | 3:30                 |                      |                      |                      |                      |                      |                      |                      |
| 5.                   | WILDFLOWER           | 4:21                 |                      |                      |                      |                      |                      |                      |                      |
| 6.                   | THE GREATEST         | 4:53                 |                      |                      |                      |                      |                      |                      |                      |
| 7.                   | L’AMOUR DE MA VIE    | 5:33                 |                      |                      |                      |                      |                      |                      |                      |
| 8.                   | THE DINER            | 3:06                 |                      |                      |                      |                      |                      |                      |                      |
| 9.                   | BITTERSUITE          | 4:58                 |                      |                      |                      |                      |                      |                      |                      |
| 10.                  | BLUE                 | 5:43                 |                      |                      |                      |                      |                      |                      |                      |
| 43:45                |                      |                      |                      |                      |                      |                      |                      |                      |                      |

## Közreműködők
- Billie Eilish – éneklés, billentyűk, vokálszerkesztés
- Finneas – basszus, dobok, harangjáték, gitár, billentyűk, ütőhangszerek, programozás, szintetizátor, vokál, producer, hangmérnök, vokálhangmérnök (összes dal); vonós hangszerelés (1, 6, 10)
- Dale Becker – maszterelés, immerzív maszterelés
- Aron Forbes – keverés
- Jon Castelli – keverés
- Brad Lauchert – keverő hangmérnök
- Katie Harvey – maszterelési asszisztens
- Noah McCorkle – maszterelési asszisztens
- Andrew Yee – cselló (1, 6, 10)
- Andrew Marshall – dobok, ütőhangszerek (1, 6, 10)
- Nathan Schram – brácsa (1, 6, 10)
- Amy Schroeder – hegedű (1, 6, 10)
- Domenic Salerni – hegedű (1, 6, 10)

## Kiadások
| Régió       | Dátum           | Formátum                                                    | Kiadás   | Kiadó               | For.   |
| ----------- | --------------- | ----------------------------------------------------------- | -------- | ------------------- | ------ |
| Világszerte | 2024. május 17. | kazetta CD digitális letöltés streaming hanglemez díszdoboz | Standard | Darkroom Interscope | [ 16 ] |